# Dichromodes mesoporphyra
Dichromodes mesoporphyra är en fjärilsart som beskrevs av Turner 1939. Dichromodes mesoporphyra ingår i släktet Dichromodes och familjen mätare. Inga underarter finns listade i Catalogue of Life.